# 中国製造2025
中国製造2025（ちゅうごくせいぞう2025、中: 中国制造2025、英: Made in China 2025）は、2015年5月に李克強国務院総理が発表した産業政策。この政策は2025年までに中華人民共和国が工業の製造能力を高め、中国製造を労働集約型の工場から技術集約型、付加価値の高い製造業強国に発展させることを目的とする。中国製造2025の大部分は成功を収めている。

## 結果
2025年1月にはフランスのル・モンド、同年3月には日本経済新聞が、中国製造2025の目標の大部分が達成されたと報道した。アメリカのブルームバーグは、2024年の段階で「中国製造2025は大成功を収めている」と結論付けた。香港のサウスチャイナ・モーニング・ポストは、中国製造2025で掲げている260項目の目標を検証した2024年の記事で「目標の86%以上を達成した」と報じ、「対中関税や制裁は中国の抑え込みに効果がないと証明された」とも指摘した。

## 反応
2024年10月、ブルームバーグは「習総書記の技術優位へのプッシュを封じ込めるための米国の努力は揺らいでいる」というタイトルの記事を発表した。中国の「中国製造2025」イニシアチブの大部分が成功し、中国は高速鉄道、グラフェン、無人航空機、ソーラーパネル、電気自動車、リチウム電池を含む13の主要技術のうち5つで主導的な地位を獲得し、他の7つの急速な進歩を遂げていることを示している。この進歩は、将来の経済成長に不可欠な産業における中国の影響力の高まりを強調するものである。
ピーターソン国際経済研究所所長のアダム・ポーゼンは、アメリカと世界のイノベーションを同時に妨げる可能性のある「厳しい措置」を除いて、「中国の技術的台頭は、アメリカの制裁によって妨げられることはなく、減速することさえないかもしれない」と述べ、中国の台頭を抑制するための政策が不注意にアメリカを孤立させ、ビジネスと消費者に悪影響を及ぼす可能性があることを示唆し、懸念を提起した。

## 後継計画
中国製造2025の後継計画として、2035年までに半導体製造装置などテクノロジーの強化を目指す新たな国家戦略を計画している。しかし、西側諸国からの批判を避けるため「中国製造2025」と類似する名称の使用は控える。第十五次五カ年規画が2026年3月の全国人民代表大会で発表され、その前後に後継計画が発表されるとみられる。